# Distretto di Khong Chai
Il distretto di Khong Chai (in thailandese: ฆ้องชัย) è un distretto (amphoe) della Thailandia, situato nella provincia di Kalasin.